# Liste des anciennes communes de la Marne
Cette page a pour objectif de retracer toutes les modifications communales dans le département de la Marne : les anciennes communes qui ont existé depuis la Révolution française, ainsi que les créations, les modifications officielles de nom, ainsi que les échanges de territoires entre communes.
Doté d'un grand nombre de communes à la Révolution puisque le département en comptait encore 698 en 1800, l'évolution a été orientée à la diminution lente mais régulière. Il est vrai que nombre d'entre elles sont devenues très peu peuplées, les conduisant à se regrouper, à l'image d'Écury-le-Petit ou du Montois qui ne dénombraient plus qu'une dizaine d'habitants au moment de leur fusion. L'exode rural prononcé va ainsi pousser la multiplication des fusions dès les années 1960, avant même les lois incitatives de 1971 (loi Marcellin) ou de 2015 (loi Notre), qui auront connu peu de succès, quant à elles. Peu de créations auront émaillé la chronologie du découpage communal, encore s'agit-il le plus souvent de rétablissements de communes ayant auparavant fusionné.
À noter les traces de l'histoire dans ce département : les ravages des guerres mondiales vont conduire à la suppression de communes, détruites par les combats, dans la "zone rouge".

Aujourd'hui, le département de la Marne compte 610 communes (au 1er janvier 2025).

## Transfert vers un autre département
| Département d'origine | Département de rattachement | Communes concernées | Date (et nature) de la décision                     |
| --------------------- | --------------------------- | --- | --------------------------------------------------- |
| AISNE                 | MARNE                       | Gernicourt (pour former la commune nouvelle de Cormicy)                                                                       | 28 décembre 2016 (Décret) 31 décembre 2016 (Arrêté) |
| MARNE                 | HAUTE-MARNE                 | Sainte-Livière (pour fusionner avec la commune de Éclaron-Braucourt et former la commune de Éclaron-Braucourt-Sainte-Livière) | 26 décembre 1974 (Décret)                           |

## Fusions
| Nom de la commune nouvelle                     | Communes réunies                            | Régime                                                | Date (et nature) de la décision                     | Date d'effet                   |
| ---------------------------------------------- | ------------------------------------------- | ----------------------------------------------------- | --------------------------------------------------- | ------------------------------ |
| La Neuville-au-Temple                          | Dampierre-au-Temple                         | commune nouvelle (avec communes déléguées)            | 26 septembre 2024 (Arrêté) 30 octobre 2024 (Arrêté) | 1er janvier 2025               |
| La Neuville-au-Temple                          | Saint-Hilaire-au-Temple                     | commune nouvelle (avec communes déléguées)            | 26 septembre 2024 (Arrêté) 30 octobre 2024 (Arrêté) | 1er janvier 2025               |
| Cœur-de-la-Vallée                              | Reuil                                       | commune nouvelle (avec communes déléguées)            | 28 septembre 2022 (Arrêté)                          | 1er janvier 2023               |
| Cœur-de-la-Vallée                              | Binson-et-Orquigny                          | commune nouvelle (avec communes déléguées)            | 28 septembre 2022 (Arrêté)                          | 1er janvier 2023               |
| Cœur-de-la-Vallée                              | Villers-sous-Châtillon                      | commune nouvelle (avec communes déléguées)            | 28 septembre 2022 (Arrêté)                          | 1er janvier 2023               |
| Blancs-Coteaux                                 | Vertus                                      | commune nouvelle (avec communes déléguées)            | 21 décembre 2017 (Arrêté)                           | 1er janvier 2018               |
| Blancs-Coteaux                                 | Gionges                                     | commune nouvelle (avec communes déléguées)            | 21 décembre 2017 (Arrêté)                           | 1er janvier 2018               |
| Blancs-Coteaux                                 | Oger                                        | commune nouvelle (avec communes déléguées)            | 21 décembre 2017 (Arrêté)                           | 1er janvier 2018               |
| Blancs-Coteaux                                 | Voipreux                                    | commune nouvelle (avec communes déléguées)            | 21 décembre 2017 (Arrêté)                           | 1er janvier 2018               |
| Cormicy                                        | Cormicy                                     | commune nouvelle (avec communes déléguées)            | 28 décembre 2016 (Décret) 31 décembre 2016 (Arrêté) | 1er janvier 2017               |
| Cormicy                                        | Gernicourt (département de l'Aisne)         | commune nouvelle (avec communes déléguées)            | 28 décembre 2016 (Décret) 31 décembre 2016 (Arrêté) | 1er janvier 2017               |
| Bourgogne-Fresne                               | Bourgogne                                   | commune nouvelle (avec communes déléguées)            | 27 juin 2016 (Arrêté)                               | 1er janvier 2017               |
| Bourgogne-Fresne                               | Fresne-lès-Reims                            | commune nouvelle (avec communes déléguées)            | 27 juin 2016 (Arrêté)                               | 1er janvier 2017               |
| Val de Livre                                   | Tauxières-Mutry                             | commune nouvelle (avec communes déléguées)            | 18 novembre 2015 (Arrêté)                           | 1er janvier 2016               |
| Val de Livre                                   | Louvois                                     | commune nouvelle (avec communes déléguées)            | 18 novembre 2015 (Arrêté)                           | 1er janvier 2016               |
| Aÿ-Champagne                                   | Ay                                          | commune nouvelle (avec communes déléguées)            | 9 novembre 2015 (Arrêté) 24 décembre 2015 (Arrêté)  | 1er janvier 2016               |
| Aÿ-Champagne                                   | Bisseuil                                    | commune nouvelle (avec communes déléguées)            | 9 novembre 2015 (Arrêté) 24 décembre 2015 (Arrêté)  | 1er janvier 2016               |
| Aÿ-Champagne                                   | Mareuil-sur-Ay                              | commune nouvelle (avec communes déléguées)            | 9 novembre 2015 (Arrêté) 24 décembre 2015 (Arrêté)  | 1er janvier 2016               |
| Val-des-Marais                                 | Coligny                                     | fusion association                                    | 30 septembre 1976 (Arrêté)                          | 1er janvier 1977               |
| Val-des-Marais                                 | Aulnay-aux-Planches                         | fusion association                                    | 30 septembre 1976 (Arrêté)                          | 1er janvier 1977               |
| Val-des-Marais                                 | Aulnizeux                                   | fusion association                                    | 30 septembre 1976 (Arrêté)                          | 1er janvier 1977               |
| Val-des-Marais                                 | Morains                                     | fusion association                                    | 30 septembre 1976 (Arrêté)                          | 1er janvier 1977               |
| Vert-Toulon                                    | Vert-la-Gravelle                            | fusion association                                    | 21 août 1973 (Arrêté)                               | 1er septembre 1973             |
| Vert-Toulon                                    | Toulon-la-Montagne                          | fusion association                                    | 21 août 1973 (Arrêté)                               | 1er septembre 1973             |
| Montmort-Lucy                                  | Montmort                                    | fusion association (fusion simple depuis le 1-8-1982) | 20 août 1973 (Arrêté)                               | 1er septembre 1973             |
| Montmort-Lucy                                  | Lucy                                        | fusion association (fusion simple depuis le 1-8-1982) | 20 août 1973 (Arrêté)                               | 1er septembre 1973             |
| Arzillières-Neuville                           | Arzillières                                 | fusion simple                                         | 5 juin 1973 (Arrêté)                                | 1er juillet 1973               |
| Arzillières-Neuville                           | Neuville-sous-Arzillières                   | fusion simple                                         | 5 juin 1973 (Arrêté)                                | 1er juillet 1973               |
| Châtillon-sur-Marne                            | Châtillon-sur-Marne                         | fusion association (dissoute en 2006)                 | 11 mai 1973 (Arrêté)                                | 1er juillet 1973               |
| Châtillon-sur-Marne                            | Cuisles (commune rétablie en 2006)          | fusion association (dissoute en 2006)                 | 11 mai 1973 (Arrêté)                                | 1er juillet 1973               |
| Larzicourt-Isle-sur-Marne                      | Larzicourt (commune rétablie en 1983)       | fusion association (dissoute en 1983)                 | 14 février 1973 (Arrêté)                            | 1er janvier 1974               |
| Larzicourt-Isle-sur-Marne                      | Isle-sur-Marne (commune rétablie en 1983)   | fusion association (dissoute en 1983)                 | 14 février 1973 (Arrêté)                            | 1er janvier 1974               |
| Montmirail                                     | Montmirail                                  | fusion simple                                         | 27 décembre 1972 (Arrêté)                           | 1er janvier 1973               |
| Montmirail                                     | Maclaunay                                   | fusion simple                                         | 27 décembre 1972 (Arrêté)                           | 1er janvier 1973               |
| Fère-Champenoise                               | Fère-Champenoise                            | fusion association                                    | 10 novembre 1972 (Arrêté)                           | 1er janvier 1973               |
| Fère-Champenoise                               | Normée                                      | fusion association                                    | 10 novembre 1972 (Arrêté)                           | 1er janvier 1973               |
| Giffaumont-Champaubert                         | Giffaumont                                  | fusion                                                | 23 décembre 1970 (Arrêté)                           | 1er janvier 1971               |
| Giffaumont-Champaubert                         | Champaubert-aux-Bois                        | fusion                                                | 23 décembre 1970 (Arrêté)                           | 1er janvier 1971               |
| Reims                                          | Reims                                       | fusion                                                | 2 novembre 1970 (Arrêté)                            | 30 décembre 1970               |
| Reims                                          | La Neuvillette                              | fusion                                                | 2 novembre 1970 (Arrêté)                            | 30 décembre 1970               |
| Faux-Vésigneul                                 | Faux-Vésigneul                              | fusion                                                | 22 septembre 1970 (Arrêté)                          | 16 octobre 1970                |
| Faux-Vésigneul                                 | Fontaine-sur-Coole                          | fusion                                                | 22 septembre 1970 (Arrêté)                          | 16 octobre 1970                |
| Vitry-la-Ville                                 | Vitry-la-Ville                              | fusion                                                | 13 juin 1969 (Arrêté)                               | 1er juillet 1969               |
| Vitry-la-Ville                                 | Vouciennes                                  | fusion                                                | 13 juin 1969 (Arrêté)                               | 1er juillet 1969               |
| Dormans                                        | Dormans                                     | fusion                                                | 20 décembre 1968 (Arrêté)                           | 1er janvier 1969               |
| Dormans                                        | Soilly                                      | fusion                                                | 20 décembre 1968 (Arrêté)                           | 1er janvier 1969               |
| Sainte-Marie-du-Lac-Nuisement                  | Sainte-Marie-du-Lac                         | fusion                                                | 15 décembre 1968 (Arrêté)                           | 1er janvier 1969               |
| Sainte-Marie-du-Lac-Nuisement                  | Nuisement-aux-Bois                          | fusion                                                | 15 décembre 1968 (Arrêté)                           | 1er janvier 1969               |
| Le Gault-Soigny                                | Le Gault                                    | fusion                                                | 22 décembre 1967 (Arrêté) 27 décembre 1967 (Arrêté) | 1er janvier 1968               |
| Le Gault-Soigny                                | Soigny                                      | fusion                                                | 22 décembre 1967 (Arrêté) 27 décembre 1967 (Arrêté) | 1er janvier 1968               |
| Giffaumont                                     | Giffaumont                                  | fusion                                                | 18 décembre 1967 (Arrêté)                           | 1er janvier 1968               |
| Giffaumont                                     | Chantecoq                                   | fusion                                                | 18 décembre 1967 (Arrêté)                           | 1er janvier 1968               |
| Faux-Vésigneul                                 | Faux-sur-Coole                              | fusion                                                | 22 mars 1967 (Décret)                               | 27 mars 1967                   |
| Faux-Vésigneul                                 | Vésigneul-sur-Coole                         | fusion                                                | 22 mars 1967 (Décret)                               | 27 mars 1967                   |
| Dommartin-Dampierre                            | Dommartin-la-Planchette                     | fusion                                                | 15 mars 1967 (Arrêté)                               | 27 avril 1967                  |
| Dommartin-Dampierre                            | Dampierre-sur-Auve                          | fusion                                                | 15 mars 1967 (Arrêté)                               | 27 avril 1967                  |
| Sivry-Ante                                     | Sivry-sur-Ante                              | fusion                                                | 15 mars 1967 (Arrêté)                               | 16 avril 1967                  |
| Sivry-Ante                                     | Ante                                        | fusion                                                | 15 mars 1967 (Arrêté)                               | 16 avril 1967                  |
| Montmirail                                     | Montmirail                                  | fusion                                                | 20 décembre 1966 (Arrêté)                           | 23 février 1967                |
| Montmirail                                     | Courbetaux                                  | fusion                                                | 20 décembre 1966 (Arrêté)                           | 23 février 1967                |
| Montmirail                                     | L'Échelle-le-Franc                          | fusion                                                | 20 décembre 1966 (Arrêté)                           | 23 février 1967                |
| Mœurs-Verdey                                   | Mœurs                                       | fusion                                                | 9 décembre 1966 (Décret),                           | 12 décembre 1966               |
| Mœurs-Verdey                                   | Verdey (une partie)                         | fusion                                                | 9 décembre 1966 (Décret),                           | 12 décembre 1966               |
| Les Essarts-lès-Sézanne                        | Les Essarts-lès-Sézanne                     | fusion                                                | 9 décembre 1966 (Décret),                           | 12 décembre 1966               |
| Les Essarts-lès-Sézanne                        | Verdey (une partie)                         | fusion                                                | 9 décembre 1966 (Décret),                           | 12 décembre 1966               |
| Lachy                                          | Lachy                                       | fusion                                                | 9 décembre 1966 (Décret),                           | 12 décembre 1966               |
| Lachy                                          | Verdey (une partie)                         | fusion                                                | 9 décembre 1966 (Décret),                           | 12 décembre 1966               |
| Auménancourt                                   | Auménancourt-le-Grand                       | fusion                                                | 22 novembre 1966 (Arrêté)                           | 1er janvier 1967               |
| Auménancourt                                   | Auménancourt-le-Petit                       | fusion                                                | 22 novembre 1966 (Arrêté)                           | 1er janvier 1967               |
| Bouchy-Saint-Genest                            | Bouchy-le-Repos                             | fusion                                                | 16 juin 1966 (Arrêté)                               | 1er juillet 1966               |
| Bouchy-Saint-Genest                            | Saint-Genest (canton d'Esternay)            | fusion                                                | 16 juin 1966 (Arrêté)                               | 1er juillet 1966               |
| Gigny-Bussy                                    | Gigny-aux-Bois                              | fusion                                                | 18 mai 1966 (Arrêté)                                | 1er janvier 1967               |
| Gigny-Bussy                                    | Bussy-aux-Bois                              | fusion                                                | 18 mai 1966 (Arrêté)                                | 1er janvier 1967               |
| Sainte-Marie-du-Lac                            | Les Grandes-Côtes                           | fusion                                                | 3 décembre 1965 (Arrêté)                            | 1er janvier 1966               |
| Sainte-Marie-du-Lac                            | Blaise-sous-Hauteville                      | fusion                                                | 3 décembre 1965 (Arrêté)                            | 1er janvier 1966               |
| Dommartin-Varimont                             | Dommartin-sur-Yèvre                         | fusion                                                | 18 janvier 1965 (Arrêté)                            | 1er février 1965               |
| Dommartin-Varimont                             | Varimont                                    | fusion                                                | 18 janvier 1965 (Arrêté)                            | 1er février 1965               |
| Élise-Daucourt                                 | Élise                                       | fusion                                                | 18 janvier 1965 (Arrêté)                            | 1er février 1965               |
| Élise-Daucourt                                 | Daucourt                                    | fusion                                                | 18 janvier 1965 (Arrêté)                            | 1er février 1965               |
| Soudé                                          | Soudé-Sainte-Croix-ou-le-Grand              | fusion                                                | 18 janvier 1965 (Arrêté)                            | 1er février 1965               |
| Soudé                                          | Soudé-Notre-Dame-ou-le-Petit                | fusion                                                | 18 janvier 1965 (Arrêté)                            | 1er février 1965               |
| Val-de-Vière                                   | Doucey                                      | fusion                                                | 10 novembre 1964 (Arrêté)                           | 1er janvier 1965               |
| Val-de-Vière                                   | Rosay                                       | fusion                                                | 10 novembre 1964 (Arrêté)                           | 1er janvier 1965               |
| Val-de-Vesle                                   | Thuisy                                      | fusion                                                | 15 septembre 1964 (Arrêté)                          | 1er janvier 1965               |
| Val-de-Vesle                                   | Courmelois                                  | fusion                                                | 15 septembre 1964 (Arrêté)                          | 1er janvier 1965               |
| Val-de-Vesle                                   | Wez                                         | fusion                                                | 15 septembre 1964 (Arrêté)                          | 1er janvier 1965               |
| Livry-Louvercy                                 | Livry-sur-Vesle                             | fusion                                                | 17 avril 1964 (Arrêté) 15 juin 1964 (Arrêté)        | 1er juillet 1964               |
| Livry-Louvercy                                 | Louvercy                                    | fusion                                                | 17 avril 1964 (Arrêté) 15 juin 1964 (Arrêté)        | 1er juillet 1964               |
| Igny-Comblizy                                  | Igny-le-Jard                                | fusion                                                | 17 avril 1964 (Arrêté) 20 mai 1964 (Arrêté)         | 1er juin 1964                  |
| Igny-Comblizy                                  | Comblizy                                    | fusion                                                | 17 avril 1964 (Arrêté) 20 mai 1964 (Arrêté)         | 1er juin 1964                  |
| Beine-Nauroy                                   | Beine                                       | fusion                                                | 29 juin 1942 (Loi) 14 juin 1950 (Décret),           | 17 juin 1950                   |
| Beine-Nauroy                                   | Nauroy                                      | fusion                                                | 29 juin 1942 (Loi) 14 juin 1950 (Décret),           | 17 juin 1950                   |
| Minaucourt-le-Mesnil-lès-Hurlus                | Minaucourt                                  | fusion                                                | 29 juin 1942 (Loi) 14 juin 1950 (Décret),           | 17 juin 1950                   |
| Minaucourt-le-Mesnil-lès-Hurlus                | Le Mesnil-lès-Hurlus                        | fusion                                                | 29 juin 1942 (Loi) 14 juin 1950 (Décret),           | 17 juin 1950                   |
| Pontfaverger-Moronvilliers                     | Pontfaverger                                | fusion                                                | 29 juin 1942 (Loi) 14 juin 1950 (Décret),           | 17 juin 1950                   |
| Pontfaverger-Moronvilliers                     | Moronvilliers (une partie)                  | fusion                                                | 29 juin 1942 (Loi) 14 juin 1950 (Décret),           | 17 juin 1950                   |
| Saint-Hilaire-le-Petit                         | Saint-Hilaire-le-Petit                      | fusion                                                | 29 juin 1942 (Loi) 14 juin 1950 (Décret),           | 17 juin 1950                   |
| Saint-Hilaire-le-Petit                         | Moronvilliers (une partie)                  | fusion                                                | 29 juin 1942 (Loi) 14 juin 1950 (Décret),           | 17 juin 1950                   |
| Saint-Martin-l'Heureux                         | Saint-Martin-l'Heureux                      | fusion                                                | 29 juin 1942 (Loi) 14 juin 1950 (Décret),           | 17 juin 1950                   |
| Saint-Martin-l'Heureux                         | Moronvilliers (une partie)                  | fusion                                                | 29 juin 1942 (Loi) 14 juin 1950 (Décret),           | 17 juin 1950                   |
| Rouvroy-Ripont                                 | Rouvroy                                     | fusion                                                | 29 juin 1942 (Loi) 14 juin 1950 (Décret),           | 17 juin 1950                   |
| Rouvroy-Ripont                                 | Ripont                                      | fusion                                                | 29 juin 1942 (Loi) 14 juin 1950 (Décret),           | 17 juin 1950                   |
| Sommepy-Tahure                                 | Sommepy                                     | fusion                                                | 29 juin 1942 (Loi) 14 juin 1950 (Décret),           | 17 juin 1950                   |
| Sommepy-Tahure                                 | Tahure                                      | fusion                                                | 29 juin 1942 (Loi) 14 juin 1950 (Décret),           | 17 juin 1950                   |
| Souain-Perthes-lès-Hurlus                      | Souain                                      | fusion                                                | 29 juin 1942 (Loi) 14 juin 1950 (Décret),           | 17 juin 1950                   |
| Souain-Perthes-lès-Hurlus                      | Perthes-lès-Hurlus                          | fusion                                                | 29 juin 1942 (Loi) 14 juin 1950 (Décret),           | 17 juin 1950                   |
| Wargemoulin-Hurlus                             | Wargemoulin                                 | fusion                                                | 29 juin 1942 (Loi) 14 juin 1950 (Décret),           | 17 juin 1950                   |
| Wargemoulin-Hurlus                             | Hurlus                                      | fusion                                                | 29 juin 1942 (Loi) 14 juin 1950 (Décret),           | 17 juin 1950                   |
| Les Charmontois                                | Charmontois-l'Abbé                          | fusion                                                | 29 août 1946 (Arrêté)                               | 1er septembre 1946             |
| Les Charmontois                                | Charmontois-le-Roi                          | fusion                                                | 29 août 1946 (Arrêté)                               | 1er septembre 1946             |
| Courcelles-Sapicourt                           | Courcelles-lès-Rosnay                       | fusion                                                | 5 novembre 1891 (Décret)                            | 5 novembre 1891 (Décret)       |
| Courcelles-Sapicourt                           | Sapicourt                                   | fusion                                                | 5 novembre 1891 (Décret)                            | 5 novembre 1891 (Décret)       |
| Châtillon-sur-Morin                            | Châtillon-sur-Morin                         | fusion                                                | 15 mai 1883 (Loi)                                   | 15 mai 1883 (Loi)              |
| Châtillon-sur-Morin                            | Bricot-la-Ville (une partie)                | fusion                                                | 15 mai 1883 (Loi)                                   | 15 mai 1883 (Loi)              |
| La Forestière                                  | La Forestière                               | fusion                                                | 15 mai 1883 (Loi)                                   | 15 mai 1883 (Loi)              |
| La Forestière                                  | Bricot-la-Ville (une partie)                | fusion                                                | 15 mai 1883 (Loi)                                   | 15 mai 1883 (Loi)              |
| Tauxières-Mutry                                | Tauxières                                   | fusion                                                | 11 janvier 1883 (Décret)                            | 11 janvier 1883 (Décret)       |
| Tauxières-Mutry                                | Mutry                                       | fusion                                                | 11 janvier 1883 (Décret)                            | 11 janvier 1883 (Décret)       |
| Esclavolles-Lurey                              | Esclavolles                                 | fusion                                                | 14 décembre 1880 (Décret)                           | 14 décembre 1880 (Décret)      |
| Esclavolles-Lurey                              | Lurey                                       | fusion                                                | 14 décembre 1880 (Décret)                           | 14 décembre 1880 (Décret)      |
| Connantray-Vaurefroy                           | Connantray                                  | fusion                                                | 24 avril 1867 (Décret)                              | 24 avril 1867 (Décret)         |
| Connantray-Vaurefroy                           | Vaurefroy                                   | fusion                                                | 24 avril 1867 (Décret)                              | 24 avril 1867 (Décret)         |
| Villeneuve-Renneville-Chevigny                 | Villeneuve-Renneville                       | fusion                                                | septembre 1865 (Décret)                             | septembre 1865 (Décret)        |
| Villeneuve-Renneville-Chevigny                 | Chevigny                                    | fusion                                                | septembre 1865 (Décret)                             | septembre 1865 (Décret)        |
| Thiéblemont-Farémont                           | Thiéblemont                                 | fusion                                                | 9 avril 1862 (Décret)                               | 9 avril 1862 (Décret)          |
| Thiéblemont-Farémont                           | Farémont                                    | fusion                                                | 9 avril 1862 (Décret)                               | 9 avril 1862 (Décret)          |
| Villeneuve-Renneville                          | Villeneuve-lès-Rouffy                       | fusion                                                | 23 mars 1858 (Décret)                               | 23 mars 1858 (Décret)          |
| Villeneuve-Renneville                          | Renneville                                  | fusion                                                | 23 mars 1858 (Décret)                               | 23 mars 1858 (Décret)          |
| Chaintrix-Bierges                              | Chaintrix                                   | fusion                                                | 17 mars 1858 (Décret)                               | 17 mars 1858 (Décret)          |
| Chaintrix-Bierges                              | Bierges                                     | fusion                                                | 17 mars 1858 (Décret)                               | 17 mars 1858 (Décret)          |
| Brugny-Vaudancourt                             | Brugny                                      | fusion                                                | 9 juillet 1852 (Loi)                                | 9 juillet 1852 (Loi)           |
| Brugny-Vaudancourt                             | Vaudancourt (section de Vaudancourt)        | fusion                                                | 9 juillet 1852 (Loi)                                | 9 juillet 1852 (Loi)           |
| Chavot-Courcourt                               | Chavot                                      | fusion                                                | 9 juillet 1852 (Loi)                                | 9 juillet 1852 (Loi)           |
| Chavot-Courcourt                               | Vaudancourt (section de Courcourt)          | fusion                                                | 9 juillet 1852 (Loi)                                | 9 juillet 1852 (Loi)           |
| Champigneul-Champagne                          | Champigneul-Écury-le-Petit                  | fusion                                                | 11 juin 1852 (Loi)                                  | 11 juin 1852 (Loi)             |
| Champigneul-Champagne                          | Champagne                                   | fusion                                                | 11 juin 1852 (Loi)                                  | 11 juin 1852 (Loi)             |
| Jussecourt-Minecourt                           | Jussecourt                                  | fusion                                                | 29 avril 1852 (Décret)                              | 29 avril 1852 (Décret)         |
| Jussecourt-Minecourt                           | Minecourt                                   | fusion                                                | 29 avril 1852 (Décret)                              | 29 avril 1852 (Décret)         |
| Les Rivières-Henruel                           | Les Rivières                                | fusion                                                | 29 avril 1852 (Décret)                              | 29 avril 1852 (Décret)         |
| Les Rivières-Henruel                           | Henruel                                     | fusion                                                | 29 avril 1852 (Décret)                              | 29 avril 1852 (Décret)         |
| Margerie-Hancourt                              | Margerie                                    | fusion                                                | 23 mai 1851 (Loi)                                   | 23 mai 1851 (Loi)              |
| Margerie-Hancourt                              | Hancourt                                    | fusion                                                | 23 mai 1851 (Loi)                                   | 23 mai 1851 (Loi)              |
| Châtelraould-Saint-Louvent                     | Châtelraould                                | fusion                                                | 20 mai 1851 (Loi)                                   | 20 mai 1851 (Loi)              |
| Châtelraould-Saint-Louvent                     | Saint-Louvent                               | fusion                                                | 20 mai 1851 (Loi)                                   | 20 mai 1851 (Loi)              |
| Coizard-Joches                                 | Coizard                                     | fusion                                                | 30 mai 1847 (Ordonnance)                            | 30 mai 1847 (Ordonnance)       |
| Coizard-Joches                                 | Joches                                      | fusion                                                | 30 mai 1847 (Ordonnance)                            | 30 mai 1847 (Ordonnance)       |
| Allemanche-Launay-et-Soyer                     | Allemanche-Launay                           | fusion                                                | 4 août 1846 (Ordonnance)                            | 4 août 1846 (Ordonnance)       |
| Allemanche-Launay-et-Soyer                     | Soyer                                       | fusion                                                | 4 août 1846 (Ordonnance)                            | 4 août 1846 (Ordonnance)       |
| Fontaine-Denis-Nuisy                           | Fontaine-Denis                              | fusion                                                | 17 mai 1846 (Loi)                                   | 17 mai 1846 (Loi)              |
| Fontaine-Denis-Nuisy                           | Nuisy                                       | fusion                                                | 17 mai 1846 (Loi)                                   | 17 mai 1846 (Loi)              |
| Barbonne-Fayel                                 | Barbonne                                    | fusion                                                | 25 mars 1845 (Ordonnance)                           | 25 mars 1845 (Ordonnance)      |
| Barbonne-Fayel                                 | Fayel                                       | fusion                                                | 25 mars 1845 (Ordonnance)                           | 25 mars 1845 (Ordonnance)      |
| Champigneul-Écury-le-Petit                     | Champigneul                                 | fusion                                                | 13 février 1845 (Ordonnance)                        | 13 février 1845 (Ordonnance)   |
| Champigneul-Écury-le-Petit                     | Écury-le-Petit                              | fusion                                                | 13 février 1845 (Ordonnance)                        | 13 février 1845 (Ordonnance)   |
| Mondement-Montgivroux                          | Mondement                                   | fusion                                                | 13 février 1845 (Ordonnance)                        | 13 février 1845 (Ordonnance)   |
| Mondement-Montgivroux                          | Montgivroux                                 | fusion                                                | 13 février 1845 (Ordonnance)                        | 13 février 1845 (Ordonnance)   |
| Le Thoult-Trosnay                              | Le Thoult                                   | fusion                                                | 10 septembre 1844 (Ordonnance)                      | 10 septembre 1844 (Ordonnance) |
| Le Thoult-Trosnay                              | Trosnay                                     | fusion                                                | 10 septembre 1844 (Ordonnance)                      | 10 septembre 1844 (Ordonnance) |
| Villeneuve-Saint-Vistre-et-Villevotte          | Villeneuve-Saint-Vistre                     | fusion                                                | 10 septembre 1844 (Ordonnance)                      | 10 septembre 1844 (Ordonnance) |
| Villeneuve-Saint-Vistre-et-Villevotte          | Villevotte                                  | fusion                                                | 10 septembre 1844 (Ordonnance)                      | 10 septembre 1844 (Ordonnance) |
| Servon-Melzicourt                              | Servon                                      | fusion                                                | 16 juin 1843 (Loi)                                  | 16 juin 1843 (Loi)             |
| Servon-Melzicourt                              | Melzicourt                                  | fusion                                                | 16 juin 1843 (Loi)                                  | 16 juin 1843 (Loi)             |
| Les Grandes-Côtes                              | Les Grandes-Côtes                           | fusion                                                | 14 septembre 1836 (Ordonnance)                      | 14 septembre 1836 (Ordonnance) |
| Les Grandes-Côtes                              | La Petite-Ville                             | fusion                                                | 14 septembre 1836 (Ordonnance)                      | 14 septembre 1836 (Ordonnance) |
| Les Grandes-Côtes                              | Les Petites-Côtes                           | fusion                                                | 14 septembre 1836 (Ordonnance)                      | 14 septembre 1836 (Ordonnance) |
| Saint-Remy-en-Bouzemont- Saint-Genest-et-Isson | Saint-Remy-en-Bouzemont                     | fusion                                                | 14 septembre 1836 (Ordonnance)                      | 14 septembre 1836 (Ordonnance) |
| Saint-Remy-en-Bouzemont- Saint-Genest-et-Isson | Isson                                       | fusion                                                | 14 septembre 1836 (Ordonnance)                      | 14 septembre 1836 (Ordonnance) |
| Saint-Remy-en-Bouzemont- Saint-Genest-et-Isson | Saint-Genest (canton de Saint-Remy)         | fusion                                                | 14 septembre 1836 (Ordonnance)                      | 14 septembre 1836 (Ordonnance) |
| Tilloy-et-Bellay                               | Tilloy                                      | fusion                                                | 5 janvier 1835 (Ordonnance)                         | 5 janvier 1835 (Ordonnance)    |
| Tilloy-et-Bellay                               | Bellay                                      | fusion                                                | 5 janvier 1835 (Ordonnance)                         | 5 janvier 1835 (Ordonnance)    |
| Maurupt-le-Montois                             | Maurupt                                     | fusion                                                | 31 décembre 1834 (Ordonnance)                       | 31 décembre 1834 (Ordonnance)  |
| Maurupt-le-Montois                             | Le Montois                                  | fusion                                                | 31 décembre 1834 (Ordonnance)                       | 31 décembre 1834 (Ordonnance)  |
| Matignicourt-Goncourt                          | Matignicourt                                | fusion                                                | 8 juin 1834 (Ordonnance)                            | 8 juin 1834 (Ordonnance)       |
| Matignicourt-Goncourt                          | Goncourt                                    | fusion                                                | 8 juin 1834 (Ordonnance)                            | 8 juin 1834 (Ordonnance)       |
| Saint-Ouen-Domprot                             | Saint-Ouen-Saint-Étienne                    | fusion                                                | 8 juin 1834 (Ordonnance)                            | 8 juin 1834 (Ordonnance)       |
| Saint-Ouen-Domprot                             | Domprot                                     | fusion                                                | 8 juin 1834 (Ordonnance)                            | 8 juin 1834 (Ordonnance)       |
| Luxémont-et-Villotte                           | Luxémont                                    | fusion                                                | 1er mars 1824 (Ordonnance)                          | 1er mars 1824 (Ordonnance)     |
| Luxémont-et-Villotte                           | Villotte                                    | fusion                                                | 1er mars 1824 (Ordonnance)                          | 1er mars 1824 (Ordonnance)     |
| Courcy                                         | Courcy                                      | fusion                                                | 28 août 1822 (Ordonnance)                           | 28 août 1822 (Ordonnance)      |
| Courcy                                         | La Neuvillette (commune rétablie en 1870)   | fusion                                                | 28 août 1822 (Ordonnance)                           | 28 août 1822 (Ordonnance)      |
| Vassimont-et-Chapelaine                        | Vassimont                                   | fusion                                                | 25 novembre 1810 (Décret)                           | 25 novembre 1810 (Décret)      |
| Vassimont-et-Chapelaine                        | Chapelaine (canton de Fère-Champ.)          | fusion                                                | 25 novembre 1810 (Décret)                           | 25 novembre 1810 (Décret)      |
| Cormoyeux-et-Romery                            | Cormoyeux (commune rétablie en 1905)        | fusion                                                | 1806                                                | 1806                           |
| Cormoyeux-et-Romery                            | Romery (commune rétablie en 1905)           | fusion                                                | 1806                                                | 1806                           |
| Possesse                                       | Possesse                                    | fusion                                                | 1806                                                | 1806                           |
| Possesse                                       | Moutiers                                    | fusion                                                | 1806                                                | 1806                           |
| Vertus                                         | Vertus                                      | fusion                                                | 1806                                                | 1806                           |
| Vertus                                         | Le Plessis                                  | fusion                                                | 1806                                                | 1806                           |
| Allemanche-Launay                              | Allemanche                                  | fusion                                                | 1795-1800                                           | 1795-1800                      |
| Allemanche-Launay                              | Launay                                      | fusion                                                | 1795-1800                                           | 1795-1800                      |
| Montmirail                                     | Montmirail                                  | fusion                                                | 1795-1800                                           | 1795-1800                      |
| Montmirail                                     | Montcoupeau                                 | fusion                                                | 1795-1800                                           | 1795-1800                      |
| Montmirail                                     | Montléant                                   | fusion                                                | 1795-1800                                           | 1795-1800                      |
| Vitry-en-Perthois                              | Vitry-en-Perthois                           | fusion                                                | 1795-1800                                           | 1795-1800                      |
| Vitry-en-Perthois                              | Saint-Étienne (canton de Vitry-le-François) | fusion                                                | 1795-1800                                           | 1795-1800                      |
| Ambrières                                      | Ambrières                                   | fusion                                                | 1790-1794                                           | 1790-1794                      |
| Ambrières                                      | Hautefontaine                               | fusion                                                | 1790-1794                                           | 1790-1794                      |
| Angluzelles-et-Courcelles                      | Angluzelles                                 | fusion                                                | 1790-1794                                           | 1790-1794                      |
| Angluzelles-et-Courcelles                      | Courcelles                                  | fusion                                                | 1790-1794                                           | 1790-1794                      |
| Binson-et-Orquigny                             | Binson                                      | fusion                                                | 1790-1794                                           | 1790-1794                      |
| Binson-et-Orquigny                             | Montigny                                    | fusion                                                | 1790-1794                                           | 1790-1794                      |
| Binson-et-Orquigny                             | Orquigny                                    | fusion                                                | 1790-1794                                           | 1790-1794                      |
| Boult-sur-Suippe                               | Boult-sur-Suippe                            | fusion                                                | 1790-1794                                           | 1790-1794                      |
| Boult-sur-Suippe                               | Ferrières                                   | fusion                                                | 1790-1794                                           | 1790-1794                      |
| La Chapelle-Felcourt                           | La Chapelle-sur-Auve                        | fusion                                                | 1790-1794                                           | 1790-1794                      |
| La Chapelle-Felcourt                           | Felcourt                                    | fusion                                                | 1790-1794                                           | 1790-1794                      |
| La Chaussée                                    | La Chaussée                                 | fusion                                                | 1790-1794                                           | 1790-1794                      |
| La Chaussée                                    | Mutigny-la-Chaussée                         | fusion                                                | 1790-1794                                           | 1790-1794                      |
| Cormicy                                        | Cormicy                                     | fusion                                                | 1790-1794                                           | 1790-1794                      |
| Cormicy                                        | Sapigneul                                   | fusion                                                | 1790-1794                                           | 1790-1794                      |
| Couvrot                                        | Couvrot                                     | fusion                                                | 1790-1794                                           | 1790-1794                      |
| Couvrot                                        | Villers-sur-Marne                           | fusion                                                | 1790-1794                                           | 1790-1794                      |
| Faverolles-et-Coëmy                            | Faverolles                                  | fusion                                                | 1790-1794                                           | 1790-1794                      |
| Faverolles-et-Coëmy                            | Coëmy                                       | fusion                                                | 1790-1794                                           | 1790-1794                      |
| Les Istres-et-Bury                             | Les Istres                                  | fusion                                                | 1790-1794                                           | 1790-1794                      |
| Les Istres-et-Bury                             | Bury                                        | fusion                                                | 1790-1794                                           | 1790-1794                      |
| Louvois                                        | Louvois                                     | fusion                                                | 1790-1794                                           | 1790-1794                      |
| Louvois                                        | La Neuville-en-Chaillois                    | fusion                                                | 1790-1794                                           | 1790-1794                      |
| Louvois                                        | Vertuelle                                   | fusion                                                | 1790-1794                                           | 1790-1794                      |
| Méry-Prémecy                                   | Méry                                        | fusion                                                | 1790-1794                                           | 1790-1794                      |
| Méry-Prémecy                                   | Prémecy                                     | fusion                                                | 1790-1794                                           | 1790-1794                      |
| Saint-Martin-sur-le-Pré                        | Saint-Martin-sur-le-Pré                     | fusion                                                | 1790-1794                                           | 1790-1794                      |
| Saint-Martin-sur-le-Pré                        | Vinetz                                      | fusion                                                | 1790-1794                                           | 1790-1794                      |
| Saint-Ouen-Saint-Étienne                       | Saint-Ouen                                  | fusion                                                | 1790-1794                                           | 1790-1794                      |
| Saint-Ouen-Saint-Étienne                       | Saint-Étienne (canton de Sompuis)           | fusion                                                | 1790-1794                                           | 1790-1794                      |
| Sainte-Menehould                               | Sainte-Menehould                            | fusion                                                | 1790-1794                                           | 1790-1794                      |
| Sainte-Menehould                               | La Grange aux Bois                          | fusion                                                | 1790-1794                                           | 1790-1794                      |
| Serzy-et-Prin                                  | Serzy                                       | fusion                                                | 1790-1794                                           | 1790-1794                      |
| Serzy-et-Prin                                  | Prin                                        | fusion                                                | 1790-1794                                           | 1790-1794                      |
| Vanault-le-Châtel                              | Vanault-le-Châtel                           | fusion                                                | 1790-1794                                           | 1790-1794                      |
| Vanault-le-Châtel                              | Bronne                                      | fusion                                                | 1790-1794                                           | 1790-1794                      |
| Ventelay                                       | Ventelay                                    | fusion                                                | 1790-1794                                           | 1790-1794                      |
| Ventelay                                       | Bourgogne (canton de Fismes)                | fusion                                                | 1790-1794                                           | 1790-1794                      |
| Verneuil                                       | Verneuil-le-Bas                             | fusion                                                | 1790-1794                                           | 1790-1794                      |
| Verneuil                                       | Verneuil-le-Haut                            | fusion                                                | 1790-1794                                           | 1790-1794                      |
| Vert-la-Gravelle                               | Vert                                        | fusion                                                | 1790-1794                                           | 1790-1794                      |
| Vert-la-Gravelle                               | La-Gravelle                                 | fusion                                                | 1790-1794                                           | 1790-1794                      |
| Villeseneux                                    | Villeseneux                                 | fusion                                                | 1790-1794                                           | 1790-1794                      |
| Villeseneux                                    | Conflans (canton de Vertus)                 | fusion                                                | 1790-1794                                           | 1790-1794                      |

## Créations et rétablissements
| Nom de la commune créée | Commune affectée          | Mode de création               | Date (et nature) de la décision | Date d'effet         |
| ----------------------- | ------------------------- | ------------------------------ | ------------------------------- | -------------------- |
| Cuisles                 | Châtillon-sur-Marne       | Rétablissement                 | 20 février 2006 (Arrêté)        | 1er mars 2006        |
| Isle-sur-Marne          | Larzicourt-Isle-sur-Marne | Rétablissement et suppression  | 16 septembre 1982 (Arrêté)      | 1er janvier 1983     |
| Larzicourt              | Larzicourt-Isle-sur-Marne | Rétablissement et suppression  | 16 septembre 1982 (Arrêté)      | 1er janvier 1983     |
| Dizy                    | Dizy-Magenta              | Démembrement et suppression    | 19 décembre 1964 (Arrêté)       | 1er février 1965     |
| Magenta                 | Dizy-Magenta              | Démembrement et suppression    | 19 décembre 1964 (Arrêté)       | 1er février 1965     |
| Cormoyeux               | Cormoyeux-Romery          | Rétablissement et suppression  | 3 janvier 1905 (Loi)            | 3 janvier 1905 (Loi) |
| Romery                  | Cormoyeux-Romery          | Rétablissement et suppression  | 3 janvier 1905 (Loi)            | 3 janvier 1905 (Loi) |
| La Neuvillette          | Courcy                    | Rétablissement et démembrement | 20 avril 1870 (Loi)             | 20 avril 1870 (Loi)  |
| La Neuvillette          | Bétheny                   | Rétablissement et démembrement | 20 avril 1870 (Loi)             | 20 avril 1870 (Loi)  |
| La Neuvillette          | Reims                     | Rétablissement et démembrement | 20 avril 1870 (Loi)             | 20 avril 1870 (Loi)  |
| La Neuvillette          | Saint-Thierry             | Rétablissement et démembrement | 20 avril 1870 (Loi)             | 20 avril 1870 (Loi)  |
| Courcelles-lès-Rosnay   | Rosnay                    | Démembrement                   | An 2                            | An 2                 |
| Lurey                   | Conflans                  | Démembrement                   | 1795-1800                       | 1795-1800            |
| Morangis                | Moslins                   | Démembrement                   | An 2                            | An 2                 |
| La Neuville-aux-Larris  | Cuchery                   | Démembrement                   | An 2                            | An 2                 |
| Vouciennes              | Vitry-la-Ville            | Démembrement                   | An 2                            | An 2                 |

## Modifications de nom officiel
| Ancien nom             | Nouveau nom              | Date (et nature) de la décision                                                                          |
| ---------------------- | ------------------------ | --- |
| Breuil                 | Breuil-sur-Vesle         | 5 novembre 2018 (Décret)                                                                                 |
| Vaudemanges            | Vaudemange               | 21 décembre 1999 (Décret)                                                                                |
| Châlons-sur-Marne      | Châlons-en-Champagne     | 6 novembre 1995 (Décret) Annulé par décision du Conseil d'État du 4 avril 1997 26 décembre 1997 (Décret) |
| Orbais                 | Orbais-l'Abbaye          | 21 juin 1988 (Décret)                                                                                    |
| Trois-Fontaines        | Trois-Fontaines-l'Abbaye | 30 avril 1985 (Décret)                                                                                   |
| Lisse                  | Lisse-en-Champagne       | 27 septembre 1977 (Décret)                                                                               |
| Nanteuil-la-Fosse      | Nanteuil-la-Forêt        | 8 février 1974 (Décret)                                                                                  |
| Conflans               | Conflans-sur-Seine       | 2 mars 1962 (Décret)                                                                                     |
| Laval                  | Laval-sur-Tourbe         | 27 mars 1961 (Décret)                                                                                    |
| Saint-Amand            | Saint-Amand-sur-Fion     | 27 mars 1961 (Décret)                                                                                    |
| Saint-Souplet          | Saint-Souplet-sur-Py     | 27 mars 1961 (Décret)                                                                                    |
| Ablois                 | Saint-Martin-d'Ablois    | 13 octobre 1952 (Décret)                                                                                 |
| Avenay                 | Avenay-Val-d'Or          | 28 mai 1951 (Décret)                                                                                     |
| Orbais-l'Abbaye        | Orbais                   | 1945 ? (Commission de révision du nom des communes)                                                      |
| Fresnes                | Fresne-lès-Reims         | 4 décembre 1930 (Décret)                                                                                 |
| Florent                | Florent-en-Argonne       | 6 août 1922 (Décret)                                                                                     |
| Belval-sous-Hans       | Belval-en-Argonne        | 20 janvier 1922 (Décret)                                                                                 |
| Saint-Thomas           | Saint-Thomas-en-Argonne  | 14 novembre 1921 (Décret)                                                                                |
| Villers-aux-Corneilles | Villers-le-Château       | 4 décembre 1919 (Décret)                                                                                 |
| Moncetz                | Moncetz-Longevas         | 17 juillet 1915 (Décret)                                                                                 |
| Saint-Pierre-aux-Oies  | Saint-Pierre             | 28 août 1913 (Décret)                                                                                    |
| Cheppes                | Cheppes-la-Prairie       | 8 mars 1913 (Décret)                                                                                     |
| Passavant              | Passavant-en-Argonne     | 16 juillet 1907 (Décret)                                                                                 |
| La Chaussée            | La Chaussée-sur-Marne    | 7 octobre 1905 (Décret)                                                                                  |
| Chigny                 | Chigny-les-Roses         | 13 août 1902 (Décret)                                                                                    |
| Saint-Prix             | Talus-Saint-Prix         | 29 juillet 1900 (Décret)                                                                                 |
| Mailly                 | Mailly-Champagne         | 18 août 1899 (Décret)                                                                                    |
| Jouy                   | Jouy-lès-Reims           | 7 novembre 1898 (Décret)                                                                                 |
| Coulommes              | Coulommes-la-Montagne    | 2 juillet 1898 (Décret)                                                                                  |
| Sermaize-sur-Saulx     | Sermaize-les-Bains       | 19 novembre 1896 (Décret)                                                                                |
| Pargny                 | Pargny-lès-Reims         | 23 juillet 1889 (Décret)                                                                                 |
| Saint-Just             | Saint-Just-Sauvage       | 3 décembre 1888 (Décret)                                                                                 |
| Toulon                 | Toulon-la-Montagne       | 27 juillet 1888 (Décret)                                                                                 |
| Dizy-sur-Marne         | Dizy-Magenta             | 28 juillet 1881 (Décret)                                                                                 |

### Date inconnue
- Fulaines > Gionges
- Gionges Saint Ferjeux > Gionges
- Mareuil-Cerseuil > Mareuil-le-Port
- Saint Ferjeux > Gionges

## Modifications de limites communales
Le plus souvent, les modifications des limites communales décidées par arrêtés préfectoraux ne sont pas répertoriées dans le Journal officiel ni dans le Bulletin officiel.
| La commune de ...                                                       | ... cède du territoire à la commune de ...                              | précisions                                                                | Date (et nature) de la décision |
| ----------------------------------------------------------------------- | ----------------------------------------------------------------------- | ------------------------------------------------------------------------- | ------------------------------- |
| Vitry-en-Perthois                                                       | Couvrot                                                                 | 11 habitants                                                              | 15 février 1993 (Arrêté)        |
| Tilloy-et-Bellay                                                        | Somme-Vesle                                                             | Superficie de 142 ha 85 a 80 ca                                           | 12 mars 1980 (Décret)           |
| Somme-Vesle                                                             | Tilloy-et-Bellay                                                        | 5 habitants Superficie de 136 ha 65 a 20 ca                               | 12 mars 1980 (Décret)           |
| Reims                                                                   | Cernay-lès-Reims                                                        | Deux sections d'une superficie de 41 ha 83 a 6 ca et de 61 ha 93 a 76 ca  | 2 mars 1977 (Décret)            |
| Cernay-lès-Reims                                                        | Saint-Léonard                                                           | Deux sections d'une superficie de 57 ha 82 a 74 ca et de 40 ha 45 a 25 ca | 2 mars 1977 (Décret)            |
| Saint-Léonard                                                           | Reims                                                                   | Superficie de 90 ha 51 a 9 ca                                             | 2 mars 1977 (Décret)            |
| Giffaumont-Champaubert                                                  | Éclaron-Braucourt (département de la Haute-Marne)                       |                                                                           | 23 octobre 1973 (Décret)        |
| Orainville (département de l'Aisne)                                     | Auménancourt                                                            | 28 habitants                                                              | 7 février 1973 (Décret)         |
| Pignicourt (département de l'Aisne)                                     | Auménancourt                                                            | 23 habitants                                                              | 7 février 1973 (Décret)         |
| Warmeriville Ménil-Lépinois (département des Ardennes)                  | Ménil-Lépinois (département des Ardennes) Warmeriville                  |                                                                           | 19 octobre 1972 (Décret)        |
| Fagnières Châlons-sur-Marne                                             | Châlons-sur-Marne Fagnières                                             |                                                                           | 23 décembre 1969 (Décret)       |
| La Neuvillette Saint-Brice-Courcelles                                   | Saint-Brice-Courcelles La Neuvillette                                   |                                                                           | 24 janvier 1969 (Décret)        |
| Saint-Hilaire-le-Petit Saint-Clément-à-Arnes (département des Ardennes) | Saint-Clément-à-Arnes (département des Ardennes) Saint-Hilaire-le-Petit |                                                                           | 6 octobre 1967 (Décret)         |
| Givry-en-Argonne Saint-Mard-sur-le-Mont                                 | Saint-Mard-sur-le-Mont Givry-en-Argonne                                 |                                                                           | 31 mars 1967 (Arrêté)           |
| Troissy Mareuil-le-Port                                                 | Mareuil-le-Port Troissy                                                 |                                                                           | 13 septembre 1966 (Arrêté)      |
| Ardeuil-et-Montfauxelles (département des Ardennes) Gratreuil           | Gratreuil Ardeuil-et-Montfauxelles (département des Ardennes)           |                                                                           | 19 août 1966 (Décret)           |
| Ambrières Laneuville-au-Pont (département de la Haute-Marne)            | Laneuville-au-Pont (département de la Haute-Marne) Ambrières            |                                                                           | 17 décembre 1965 (Décret)       |
| Leuvrigny                                                               | Mareuil-le-Port                                                         | Section de Port-à-Binson 156 habitants                                    | 15 février 1965 (Décret)        |
| Ay                                                                      | Épernay                                                                 | Quartier de la Villa d'Ay 2 002 habitants Superficie de 233 ha 66 a 19 ca | 4 février 1965 (Décret)         |
| Troissy                                                                 | Mareuil-le-Port                                                         | 3 habitants                                                               | 20 mars 1964 (Arrêté)           |
| Saint-Brice-Courcelles                                                  | Reims                                                                   |                                                                           | 14 janvier 1934 (Décret)        |
| Reims Cernay-lès-Reims                                                  | Cernay-lès-Reims Reims                                                  |                                                                           | 15 décembre 1926 (Loi)          |
| Bourgogne Brimont Bétheny Witry-lès-Reims                               | Bétheny Witry-lès-Reims Bourgogne Brimont                               |                                                                           | 15 décembre 1926 (Loi)          |
| Matougues                                                               | Saint-Gibrien                                                           | Section du Petit Terroir                                                  | 16 décembre 1891 (Loi)          |
| Drosnay                                                                 | Outines                                                                 |                                                                           | 29 mars 1890 (Décret)           |
| Cheminon                                                                | Trois-Fontaines                                                         |                                                                           | 21 août 1889 (Décret)           |
| Lisse                                                                   | Bassuet                                                                 |                                                                           | 1er août 1888 (Loi)             |
| Fagnières                                                               | Châlons-sur-Marne                                                       |                                                                           | 6 août 1887 (Décret)            |
| Larzicourt                                                              | Arrigny                                                                 | Section de la Rue sur Blaise                                              | 11 mai 1883 (Loi)               |
| Fagnières                                                               | Saint-Martin-sur-le-Pré                                                 |                                                                           | 27 novembre 1876 (Décret)       |
| Éclaires                                                                | Triaucourt (département de la Meuse)                                    | Section d'Aubercy                                                         | 14 juillet 1866 (Loi)           |
| Oger                                                                    | Le Mesnil-sur-Oger                                                      |                                                                           | 9 janvier 1864 (Loi)            |
| Le Breuil                                                               | Verdon                                                                  | Section de Fransauge                                                      | 9 juillet 1852 (Loi)            |
| Fagnières                                                               | Châlons                                                                 |                                                                           | 30 juillet 1847 (Loi)           |
| Venteuil Reuil                                                          | Reuil Venteuil                                                          |                                                                           | 29 mai 1834 (Loi)               |

## Noms à l'époque révolutionnaire
- Ablois > Saint-Martin-d'Ablois
- Amand-du-Fion > Saint-Amand-sur-Fion
- Ardrecours > Saint-Euphraise-et-Clairizet
- Beaucessarts > Les Essarts-le-Vicomte
- Bel-Air > La Croix-en-Champagne
- Bel-Air > Toulon-la-Montagne devenu Vert-Toulon en 1973
- Bel-Air-sur-Aisne > Saint-Thomas-en-Argonne
- Belle-Prairie >  Sainte-Livière
- Blaiseval > Saint-Genest devenu Bouchy-Saint-Genest en 1966
- Bonval > Saint-Bon
- Bouzemont > Saint-Rémy-en-Bouzemont devenu Saint-Rémy-en-Bouzemont-Saint-Genest-et-Isson en  1836
- Braux > Braux-Sainte-Cohière
- Braux-Cérès > Braux-Saint-Remy
- Braux-sous-Valmy > Braux-Sainte-Cohière
- Braux-Val-Cérès > Braux-Saint-Remy
- Brutus > Saint-Memmie
- Bussy-les-Mottes > Bussy-le-Château
- Charmontel > Charmontois-l'Abbé devenu Les Charmontois en 1946
- Charmontois-sur-Aisne > Charmontois-le-Roi devenu Les Charmontois en 1946
- Charmontois-sur-Orme > Charmontois l'Abbé devenu Les Charmontois en 1946
- Commune-de-la-Marne > Saint-Prix devenu Talus-Saint-Prix
- Courdemont > Saint-Louvent devenu Châtelraould-Saint-Louvent en 1851
- Dampierre-sur-Yèvre > Dampierre-le-Château
- Égalité-la-Populeuse > Saint-Lumier-la-Populeuse
- Égalité-sur-Coole > Saint-Quentin-sur-Coole
- Egure > Saint-Jean-devant-Possesse
- Les Essarts-l'Unité > Les Essarts-le-Vicomte
- Fanecourt > Saint-Etienne-sur-Suippe
- Fanémont > Saint-Masmes
- Felcourt > La Chapelle-Felcourt
- Fioncourt > Saint-Quentin-sur-Fion devenu Saint-Quentin-les-Marais
- Fionval > Saint-Lumier-en-Champagne
- Fontaine-aux-Oies > Saint-Pierre-aux-Oies devenu Saint-Pierre en 1913
- Fraternité (La) > Saint-Genest devenu Saint-Rémy-en-Bouzemont-Saint-Genest-et-Isson en 1836
- Germinal-sur-Marne > Saint-Germain-la-Ville
- Gionges > Saint-Ferjeux
- Hautcoole > Saint-Quentin-sur-Coole
- Hautemont > Saint-Hilaire-le-Petit
- Hautmont > Saint-Loup
- Heiltz-Libre > Heiltz-l'Évêque
- Heutregeville > Hentrégeville en 1801 devenu Heutrégiville
- Hilaire-le-Ménissier > Saint-Hilaire-le-Grand
- Hilaire-au-Temple > Saint-Hilaire-au-Temple
- Hilaire-sur-Vesle > Saint-Hilaire-au-Temple
- Issonval > Saint-Martin-aux-Champs
- Jolibois > Saint-Gibrien
- Just-en-Val > Saint-Just-Sauvage
- Liberté-sur-Vesle > Saint-Brice-Courcelles
- Lienval > Saint-Eulien
- Lignoncourt > Saint-Utin
- La Lobe > Saint-Jean-devant-Possesse
- Longmont > Saint-Imoges
- Louvesle > Saint-Léonard
- Luceval > La Chapelle-sous-Orbais
- Lumier-le-Ruisseau > Saint-Lumier-en-Champagne
- Marat-aux-Champs > Saint-Martin-aux-Champs
- Marat-lès-Rouffy > Saint-Mard-lès-Rouffy
- Marinville-Libreville > Sainte-Gemme
- Le Ménissier > Saint-Hilaire-le-Grand
- Moivrecourt > Saint-Jean-sur-Moivre
- Moivremont > Saint-Jean-sur-Moivre
- Montagne-à-Py > Sainte-Marie-à-Py
- Montagne-sur-Aisne > Sainte-Menehould
- Montagne-sur-Auve > Saint-Mard-sur-Auve
- Montagne-sur-Marne > Châtillon-sur-Marne
- Montagne-sur-Marne > Condé-sur-Marne
- Montagron > Sainte-Gemme
- Mont-Aimé > Bergères-lès-Vertus
- Montais > Saint-Hilaire-le-Grand
- Mont-Aisne > Saint-Thomas-en-Argonne
- Montardre > Saint-Gilles
- Montauges > Saint-Saturnin
- Montauve > Saint-Mard-sur-Auve
- Montbourg > La Croix-en-Champagne
- Mont-Braux > Braux-Sainte-Cohière
- Mont-Cheron > Saint-Cheron
- Mont-Dampierre > Dampierre-au-Temple
- Montdor > Saint-Thierry
- Montgenest > Bouchy-Saint-Genest
- Montheureux > Saint-Martin-l'Heureux
- Montlion > Saint-Amand-sur-Fion
- Montlivière > Sainte-Livière
- Mont-Nogent > Nogent-l'Abbesse
- Mont-Quentin > Saint-Quentin-le-Verger
- Montriqueux > Saint-Brice-Courcelles
- Mont-Rouffy > Saint-Mard-lès-Rouffy
- Mont-Souplet > Saint-Souplet-sur-Py
- Mont-sur-Aisne > Passavant-en-Argonne
- Mont-sur-Tourbe > Saint-Jean-sur-Tourbe
- Mont-Union > Saint-Gibrien
- Mont-Vanault > Vanault-le-Chatel
- Montvesle > Saint-Étienne-au-Temple
- Montvierre > Saint-Mard-sur-le-Mont
- Olcomval > Saint-Vrain
- Orme-sur-Aisne > Charmontois-l'Abbé devenu Les Charmontois en 1946
- Ormont > Saint-Ouen-et-Saint-Etienne-aux-Ormes devenu Saint-Ouen-Domprot en 1835
- La Petite-Commune > La Petite-Ville
- Pont-Morin > Talus-Saint-Prix
- Pont-sur-Aisne > La Neuville-au-Pont
- La Réunion > Saint-Quentin-les-Marais
- Rilly-la-Montagne > Rilly
- Somanges > Saint-Rémy  devenu Saint-Rémy-sous-Broyes
- Somme-Bussy > Saint-Rémy-sur-Bussy
- Somme-Rémy-sur-Bussy-les-Mottes > Saint-Rémy-sur-Bussy
- Somremy-sur-Bussy > Saint-Rémy-sur-Bussy
- Soudé-la-Grande > Soudé-Sainte-Croix devenu Soudé en 1965
- Soudé-la-Petite > Soudé-Notre-Dame devenu Soudé en 1965
- Soudé-le-Grand > Soudé-Sainte-Croix devenu Soudé en 1965
- Soudé-le-Petit > Soudé-Notre-Dame devenu Soudé en 1965
- Temple-sur-Vesle > Saint-Étienne-au-Temple
- Tourbemont > Saint-Jean-sur-Tourbe
- Valaumont > Sainte-Marie-à-Py
- Valbourg >, Saint-Pierre-aux-Oies devenu Saint-Pierre en 1913
- Valmorin > Saint-Gond-et-Oyes devenu Oyes
- Val-Populeuse > Saint-Lumier-la-Populeuse
- Val-sur-Tourbe > Ville-sur-Tourbe
- Vanault > Vanault-les-Dames
- Vanault-les-Frères > Vanault-les-Dames
- Vanault-près-la-Montagne > Vanault-le-Chatel
- Vavrais > Vavray-le-Grand
- Vavrais > Vavray-le-Petit
- Veslecours > Saint-Hilaire-au-Temple
- Vienne-le-Bourg > Vienne-le-Château
- Vienne-sur-Aisne > Vienne-la-Ville
- Vienne-sur-Biesme > Vienne-le-Château
- Vierrecours > Saint-Jean-devant-Possesse
- Villemarne > Saint-Germain-la-Ville
- Villers-sur-Aisne > Villers-en-Argonne
- Villeval > Villeneuve-Saint-Vistre
- Vinets-sur-Marne > Saint-Martin-de-Vinets devenu Vinay
- Vinon-sur-Oiselet > Saint-Ouen-et-Saint-Etienne-aux-Ormes devenu Saint-Ouen-Domprot en 1835
- Vitry-sur-Marne > Vitry-le-François
- Vitry-sur-Saulx > Vitry-en-Perthois-et-Saint-Etienne devenu Vitry-en-Perthois
- La Voix-du-Peuple > La Veuve
- Vrain-la-Fertilité > Saint-Vrain
- Yonval > Possesse

## Communes associées
Liste des communes ayant, ou ayant eu (en italique), à la suite d'une fusion, le statut de commune associée.
| Nom de la commune   | Code INSEE | Fusion-association                      | Fusion-association | Fusion-association  | Fusion-association                       | D - Défusion ou F - transformation de l'association en fusion simple | D - Défusion ou F - transformation de l'association en fusion simple | D - Défusion ou F - transformation de l'association en fusion simple | D - Défusion ou F - transformation de l'association en fusion simple |
| Nom de la commune   | Code INSEE | date de la décision                     | date d'effet       | commune absorbante  | nom de la commune résultant de la fusion | D/F                                                                  | date de la décision                                                  | date d'effet                                                         | commentaire                                                          |
| ------------------- | ---------- | --------------------------------------- | ------------------ | ------------------- | ---------------------------------------- | -------------------------------------------------------------------- | -------------------------------------------------------------------- | -------------------------------------------------------------------- | -------------------------------------------------------------------- |
| Cuisles             | 51201      | Arrêté préfectoral du 11 mai 1973       | 1er juillet 1973   | Châtillon-sur-Marne | Châtillon-sur-Marne                      | D                                                                    | Arrêté préfectoral du 20 février 2006                                | 1er mars 2006                                                        |                                                                      |
| Aulnay-aux-Planches | 51021      | Arrêté préfectoral du 30 septembre 1976 | 1er janvier 1977   | Coligny             | Val-des-Marais                           |                                                                      |                                                                      |                                                                      |                                                                      |
| Aulnizeux           | 51024      | Arrêté préfectoral du 30 septembre 1976 | 1er janvier 1977   | Coligny             | Val-des-Marais                           |                                                                      |                                                                      |                                                                      |                                                                      |
| Morains             | 51383      | Arrêté préfectoral du 30 septembre 1976 | 1er janvier 1977   | Coligny             | Val-des-Marais                           |                                                                      |                                                                      |                                                                      |                                                                      |
| Normée              | 51405      | Arrêté préfectoral du 10 novembre 1972  | 1er janvier 1973   | Fère-Champenoise    | Fère-Champenoise                         |                                                                      |                                                                      |                                                                      |                                                                      |
| Isle-sur-Marne      | 51300      | Arrêté préfectoral du 14 février 1973   | 1er janvier 1974   | Larzicourt          | Larzicourt-Isle-sur-Marne                | D                                                                    | Arrêté préfectoral du 16 septembre 1982                              | 1er janvier 1983                                                     | Larzicourt-Isle-sur-Marne reprend le nom de Larzicourt               |
| Lucy                | 51332      | Arrêté préfectoral du 20 août 1973      | 1er septembre 1973 | Montmort            | Montmort-Lucy                            | F                                                                    | Arrêté préfectoral du 30 juillet 1982                                | 1er août 1982                                                        |                                                                      |
| Toulon-la-Montagne  | 51575      | Arrêté préfectoral du 21 août 1973      | 1er septembre 1973 | Vert-la-Gravelle    | Vert-Toulon                              |                                                                      |                                                                      |                                                                      |                                                                      |